# Pałac Rybischów we Wrocławiu
Pałac Rybischów (Kamienica Heinricha von Rybischa) – dawny pałac miejski, obecnie niewielka kamienica znajdująca się przy ul. Ofiar Oświęcimskich (dawniej Junkerstraße) nr 1. Pałac był najwcześniejszym na północ od Alp przykładem recepcji wzorów włoskich przystosowanych do miejscowych możliwości.

## Historia i opis architektoniczny

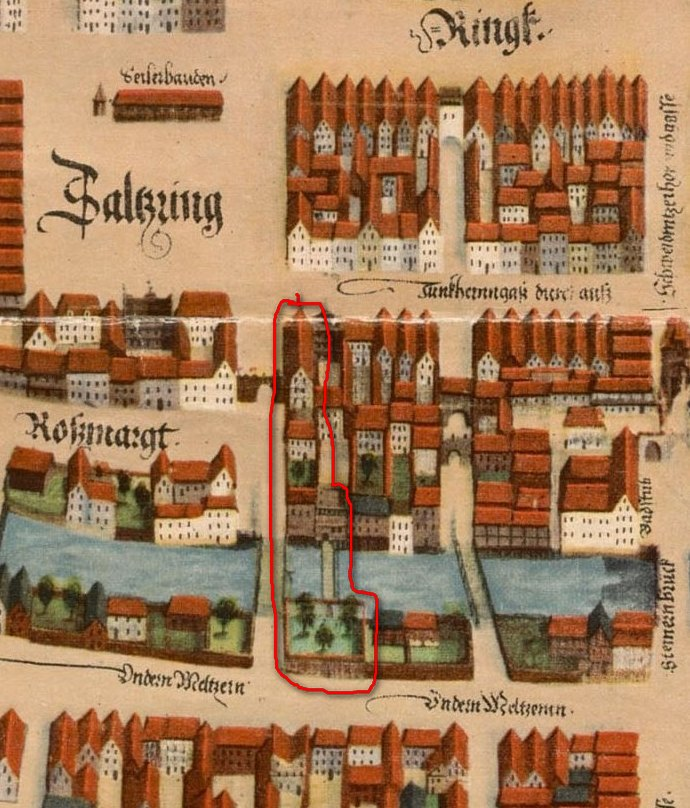
Fragment planu Wrocławia z zaznaczoną posesją w XVI w.

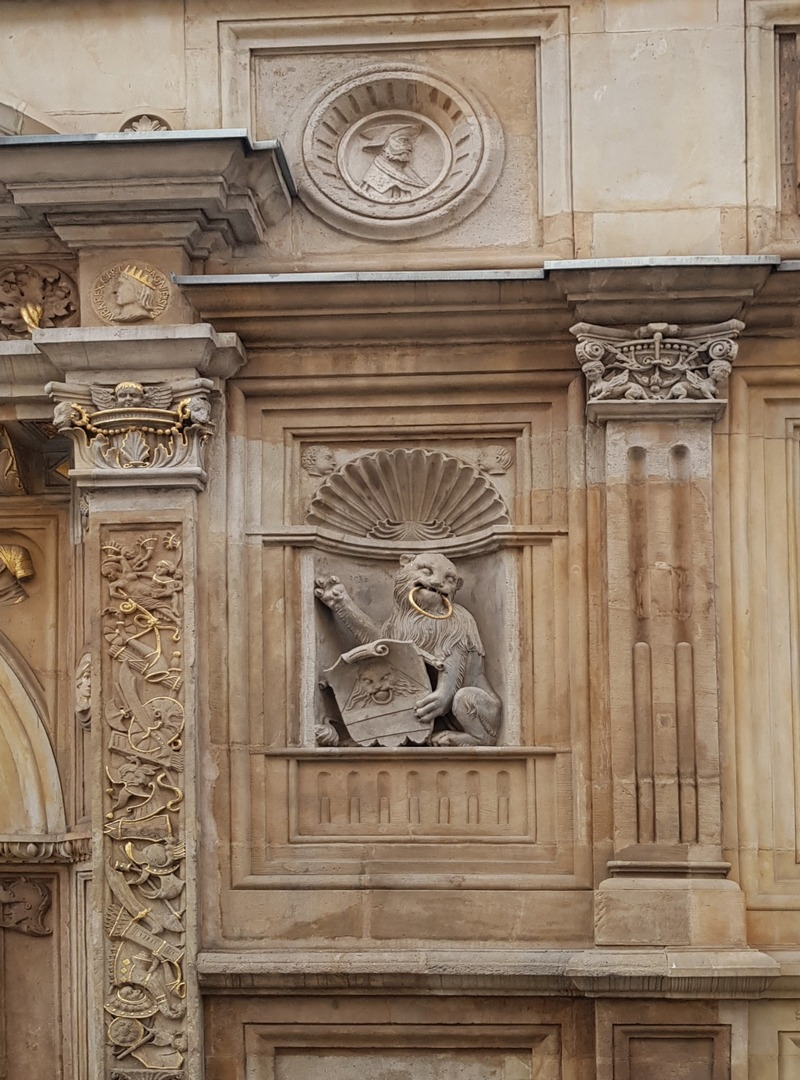
Fragment elewacji frontowej

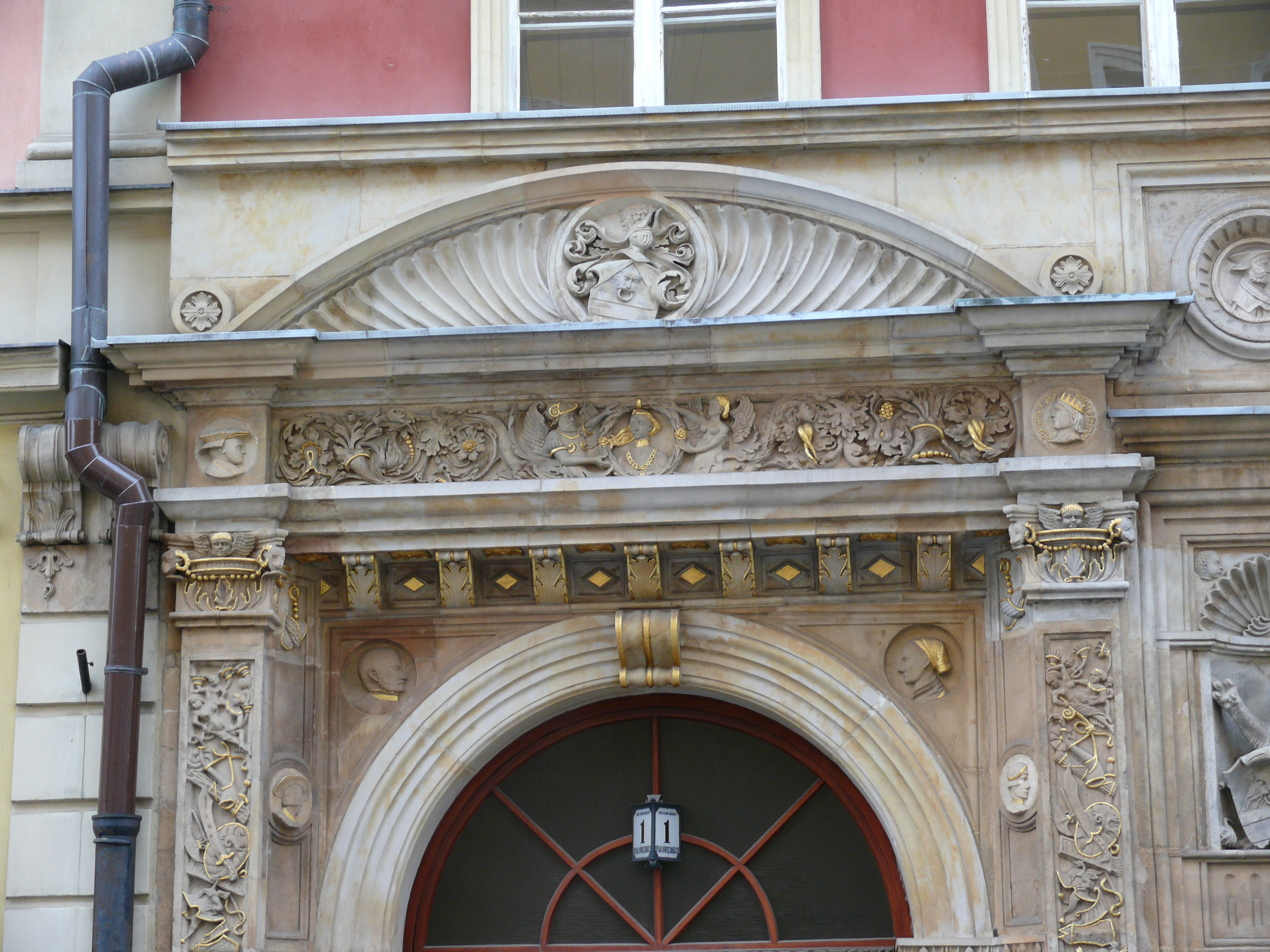
Fragment elewacji frontowej z medalionem żony Rybischa

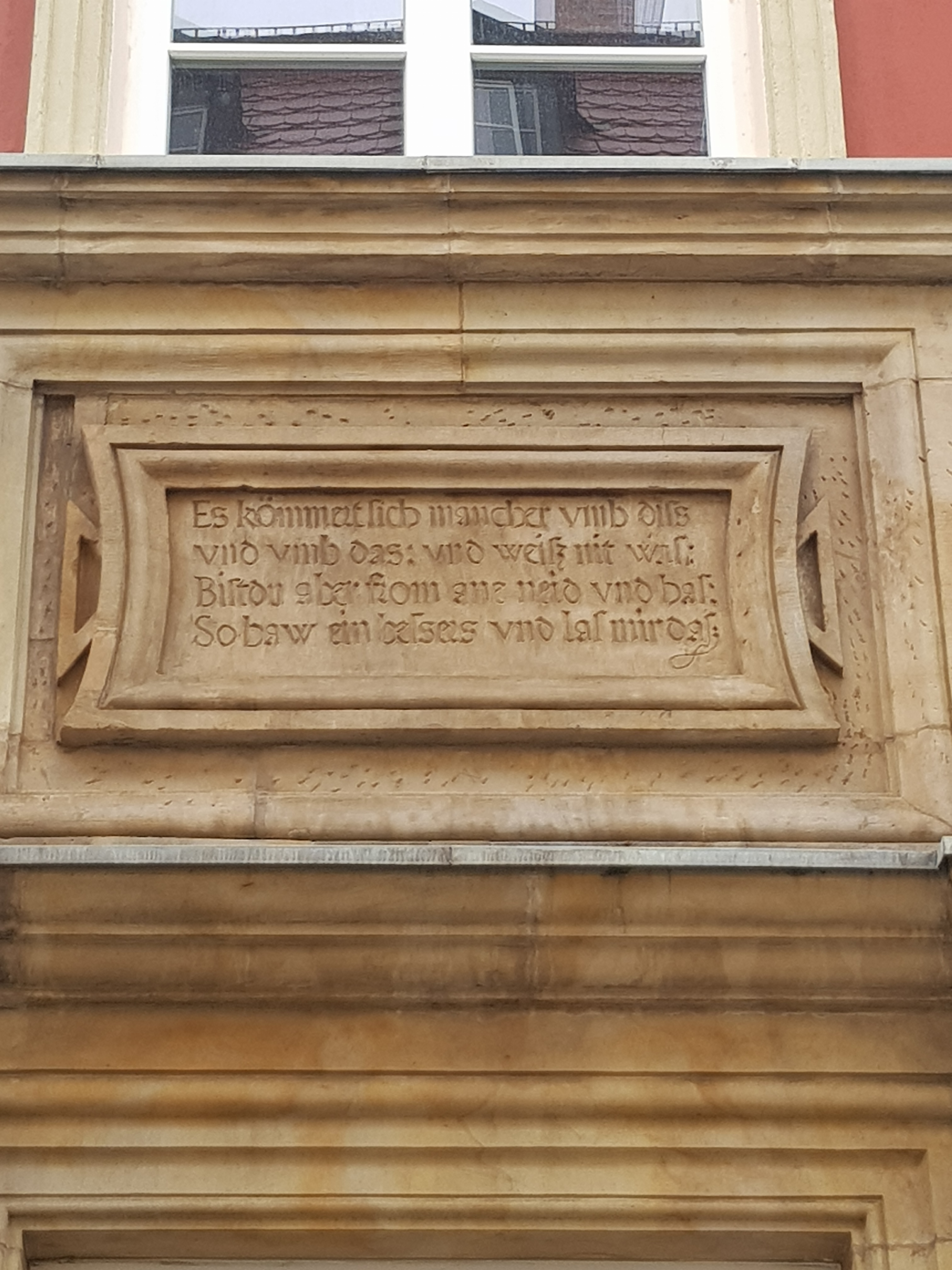
Jeden z aforyzmów umieszczony po 1945 na ścianie frontowej

Pod koniec średniowiecza na wąskiej działce znajdowała się dwutraktowa, dwuizbowa kamienica mieszczańska. Jej właścicielem był Konrad Sauermann. W 1519 roku budynek został sprzedany Heinrichowi von Rybischowi, który wyburzył go i w jego miejsce, w latach 1526–1531 wzniósł wczesnorenesansowy pałac miejski. Jego projektantem był nieznany włoski architekt. Pałac został częściowo zbudowany z materiałów pochodzących z rozbiórki dwunastowiecznego opactwa w podwrocławskim wówczas (dziś w granicach miasta) Ołbinie, na którego miejscu później powstał kościół św. Michała Archanioła. Jak utrzymuje Wojciech Chądzyński, von Rybisch był pomysłodawcą rozbiórki opactwa, która rozpoczęła się w 1529. Budynek, w prawej osi posiadający sień przejazdową, służył głównie celom reprezentacyjnym. Znajdowała się w nim biblioteka, przechowywane była kolekcja dzieł sztuki właściciela. Fasada budynku była obłożona dekoracyjnym piaskowcem. Składała się z pilastrów i gzymsów tworzących układ kratownicowy, równoważący podziały pionowe i poziome. Pomiędzy nimi umieszczone zostały płyciny, medaliony portretowe oraz inskrypcje. 
We wschodniej części kamienicy, w skrajnej osi, w 1530 roku umieszczony został portal edikulowy ujęty w dwa pilastry, na których umieszczono płaskorzeźbione motywy broni i zbroi antycznej oraz scenę połogu w górnej części pilastrów mającą symbolizować narodziny syna Rybischa Seyfrieda. Węgary portalu były udekorowane głowami rycerzy w górnej części; archiwolta była profilowana, zakończona kluczem. W przyłuczach znajdowały się medaliony z męskimi głowami w ujęciu profilowym. Fryz belkowania był ozdobiony wiciami roślinnymi układającym się w zwoje a na jego środku umieszczony był medalion z portretem żony Rybischa podtrzymywany przez dwie uskrzydlone postacie. Nad filarami belkowanie było wyłamane, a w impostach po obu stronach fryzu umieszczone były dwa męskie profile w tondach: po lewej stronie Heinricha Rybischa a po prawej kartagińskiego króla Juby. Zwieńczenie portalu (nie zaznaczony na grafice Mützela) stanowił naczółek zamknięty łukiem odcinkowym z muszlowymi wgłębieniami i z herbem w tondzie. Portal został wykonany na wzór północnowłoskich i weneckich pracach.        
Na fasadzie umieszczono liczne portrety właściciela i jego żony, ich herby, inskrypcje oraz portret króla Juby uważanego za mecenasa sztuki i nauki. Jedna z inskrypcji skierowana była do zazdrosnych mieszczan i głosiła: 

Czasem ktoś się troszczy o to czy o tamto i nie wie, co. Jeśli jesteś pobożny, bez zawiści i nienawiści, wybuduj sobie lepszy, a mnie zostaw ten

Jak konkluduje Arkadiusz Dobrzyniecki: fasada domu była wizytówką właściciela, miejscem manifestacji jego poglądów i wyznawanych wartości. Tego typu fasada z programem ideowym był pierwszym tego typu na Śląsku i w krajach Europy Środkowej a jego forma w wyjątkowy również nie spotykany w tej części Europy, sposób łączyła styl patrycjuszowskiej rezydencji miejskiej z podmiejska willą.
Dom Rybischa zajmował obszerny kompleks pomiędzy dzisiejszą ul. Ofiar Oświęcimskich (róg Gepperta) a Kazimierza Wielkiego. Od strony ulicy został wzniesiony trójkondygnacyjny, jednotraktowy budynek pokryty tarasem otoczonym balustradą i z wielobocznym belwederem zwieńczonym kopułą. Za nim znajdował się dziedziniec z fontanną pośrodku; od strony południowej zamknięty domem mieszkalnym ustawionym kalenicowo z dwuspadowym dachem. Za nim znajdował się kolejny dziedziniec, na końcu którego, nad brzegiem Czarnej Oławy, ustawiona była letnia siedziba tzw. „Biały Dom” nakryty płaskim dachem tarasowym. Za fosą rozciągał się dodatkowo ogród, do którego prowadził drewniany most przerzucony nad fosą.
Pałac w rękach Rybischów znajdował się do 1573 roku. W 1699 był własnością Gottfrieda von Riemer und Riemberg. Za jego sprawą pałac został przebudowany, m.in. usunięty został belweder. W 1715 pałac został kupiony przez Ottona Heinricha von Reichel. Wówczas nastąpiło połączenie budynku z sąsiednią kamienicą nr3 oraz wyburzono tylną oficynę. W 1724 kolejnym właścicielem został Jacob von Flemming, który przekształcił pałac w trójtraktowy, czterokondygnacyjny budynek nakryty czterospadowym dachem.
W 1764 roku dawny pałac zakupił generał Friedrich Bogislav von Tauentzien a pod koniec XVIII wieku jego właścicielem został August Friedrich Lübbert. Obaj dokonali kolejne przebudowy: powstała wówczas jednolita fasada obu połączonych wcześniej budynków oraz przekształcono dach w kalenicowy.
W kolejnych latach w budynku mieściły się różne instytucje finansowe. Na parterze znajdowała się kawiarnia Periniego, w której gościem był m.in. Juliusz Słowacki. Na początku XX wieku w budynku znajdowała się cukiernia Café Brunies, a następnie Winiarnia Raiffeisen.

## Po 1945
Działanie wojenne w 1945 roku znacznie zniszczyły budynek; zachował się tylko fragment budynku – odrestaurowany w latach 1962–1963 fragment bogato zdobionej fasady i portal. W sieni architektonicznie nawiązującej do form renesansowych umieszczono przy schodach fragment renesansowej kolumny międzyokiennej
Na pierwszym piętrze kamienicy mieści się dawna pracownia i mieszkanie Hanny Krzetuskiej i Eugeniusza Gepperta; potem w tym miejscu znajdowało się tu muzeum ich imienia prowadzone przez Akademię Sztuk Pięknych we Wrocławiu. W tej chwili w mieszkaniu działa Galeria Sztuki Współczesnej "Mieszkanie Gepperta".
Obecnie jest to trójkondygnacyjna kamienica kalenicowa o trójosiowej elewacji frontowej.